# Dissolution
Dissolution is het twaalfde studioalbum van The Pineapple Thief, band rondom Bruce Soord. Het album werd dan ook, exclusief het drumstel, in zijn privégeluidsstudio (Soord Studios) te Yeovil opgenomen. Drummer Gavin Harrison prefereerde zijn eigen studio Bourne Studio. Het geluid was onder invloed van Darren Charles en Gavin Harrison steviger van karakter geworden. Darren was bij dit album alweer vertrokken, maar Harrison schreef aan bijna alle nummers mee in de muziek. Dat de muziek zich daarmee richting Porcupine Tree (waarvan Harrison drummer was) schoof was voor de fans geen struikelblok. Soord kreeg de gitaarpartij in White mist niet goed, de met Harrison bevriende David Torn, van huis uit jazz- en ambientgitarist, kwam naar de studio om de partij te vertolken.  
Soord schreef dat Dissolution handelt over de juist polariserende conflictbestrijding op social media’s in plaats van een goed gesprek met elkaar houden om tot een oplossing te komen. Het album haalde noteringen van één week in albumlijsten van Zwitserland (plaats 37), Duitsland (22), Oostenrijk (66), Frankrijk (184), Nederland (42) en Vlaanderen (102).

## Musici
- Bruce Soord – zang, gitaar
- Jon Sykes – basgitaar, achtergrondzang
- Steve Kitch – toetsinstrumenten
- Gavin Harrison – drumstel en percussie
- David Torn - gitaar op White mist

## Muziek
| Nr. | Titel                                    | Duur  |
| --- | ---------------------------------------- | ----- |
| 1.  | Not naming any names (Soord)             | 2:05  |
| 2.  | Try as I might (Soord, Harrison)         | 4:26  |
| 3.  | Threatening war (Soord, Harrison)        | 7:37  |
| 4.  | Uncovering your tracks (Soord, Harrison) | 4:29  |
| 5.  | All that you’ve got (Soord, Harrison)    | 3:27  |
| 6.  | Far below (Soord, Harrison)              | 4:35  |
| 7.  | Pillar of salt (Soord)                   | 1:25  |
| 8.  | White mist (Soord, Harrison)             | 11:05 |
| 9.  | Shed a light (Soord, Harrison)           | 5:20  |

Er werd ook een luxe editie uitgebracht met akoestische versie van een aantal nummers.